# アンソニー・ストロッロ
アンソニー･"トニー・ベンダー"・ストロッロ（Anthony "Tony Bender" Strollo、1899年6月18日 - 1962年4月8日）はニューヨーク出身のアメリカのコーサ・ノストラ幹部。ジェノヴェーゼ一家の代理ボスを務めた。あだ名はトニー・ベンダー。

## プロフィール

### 若年期
マンハッタンのグリニッジ・ヴィレッジ生まれ。両親はイタリアのカラブリア州の移民。トンプソン・ストリートの父の菓子屋で配送ドライバーをしながらギャングの仲間入りをし、早い頃からヴィト・ジェノヴェーゼと付き合いがあった。
1931年、五大ファミリーの再編により、ルチアーノ一家（現ジェノヴェーゼ一家）に所属し、ジェノヴェーゼ配下となった。マイク・ミランダらと一家のナポリ人派閥を率い、ロウアー・イースト・サイドのポリシー賭博やイタリアンロッテリー（宝くじ）に関わった。1934年のフェルナンド・ボッチア殺害事件に関わったと言われる。1937年、ジェノヴェーゼがボッチア殺しの告発を恐れてイタリアに逃れるとフランク・コステロに忠実に仕えたが、1946年、ジェノヴェーゼがアメリカに戻り、組織に復帰すると再びこれに与した。1920年代に既に結婚していたが、1932年再婚し、娘が2人いた。

### ヴィレッジ・キング
グリニッジ・ヴィレッジを拠点に、ロウアー・マンハッタン一帯の宝くじ、競馬、高利貸しを仕切った。喫茶店やレストランも経営し、"ブラック・キャット"、"ザ・ハリウッド"、"ヴィレッジ・イン"、"19th Hole"など多くのナイトクラブを傘下に持った。ジュークボックス販売も手掛け、ジュークボックスメーカーから多額の上納金をせしめて、「ヴィレッジ・キング」の異名をとった。のちガンビーノ一家幹部カーマイン･ファティコとぼったくりゲイ・バーを経営した。1947年麻薬で逮捕されたが、1949年恩赦出所した。この頃までにニュージャージーのパリセーズに引っ越した。
マンハッタンのウエスト・サイドや対岸ジャージーシティのウォーターフロントに進出し、アイルランド系ギャングと臨海区組合を巡って争った。1952年3月14日に行われたジャージー・シティ市長ジョン・V・ケニーとの秘密会談が暴露され、政治スキャンダル化した。配下のアンソニー・”トニー・プロ”・プロヴェンツァーノをチームスター組合に送り込み、一家の組合利権を拡大した。
1950年代、麻薬密売オペレーションの陣頭指揮を執り、ハーレムの黒人ギャングにヘロインを売りさばいた。1952年、ルッケーゼ一家の麻薬密売人でFBN（連邦麻薬捜査局）の雇われ密告屋、ジャンニーニを配下ジョゼフ・ヴァラキなどを使って殺害した。グリニッジ・ヴィレッジのゲイバーを拠点に周辺のゲイ・コミュニティにヘロインの流通を仕掛けたとされる。ジョー・アドニスが国外追放されるとそのニュージャージー臨海区の利権を引き継いだ。表向きの職業は不動産セールスマンだった。

### 代理ボス
1957年5月、コステロ襲撃計画に加わっていたと見られ、襲撃後にコステロ派の復讐を警戒して30人の部下を要所に張り付けたといわれる。1959年9月、禁酒法時代の旧友ピサノ（アンソニー・カルファノ）が殺されたが、ストロッロは暗殺の晩ピサノとレストランで食事をしていた（ジェノヴェーゼの首謀とされる）。1960年2月、ジェノヴェーゼが麻薬の罪で収監されると一家の代理ボスをしながらカルロ・ガンビーノに取り入った。1960年12月9日、ベンダーの行きつけの店だったマルベリーのレストラン「ルナ」でジョーイ・ギャロら6人と密会しているところを警察に踏み込まれ連行された。1950年代後半よりFBIに執拗にマークされた。ジョーイ・ギャロと親しく、一説にそのプロファチへの反乱を了解していた、又は支援をしていたとされる。

### 失踪
1962年4月8日、ニュージャージーのフォート・リーの自宅を出たまま行方不明となった。「ちょっと出かけてくるが、すぐ戻る」と妻に言い残して車で出たという。ベンダーが足繁く通っていたグリニッジ・ヴィレッジのアパート住まいの愛人も、ベンダーの失踪と同じ頃に行方不明になった。突然の失踪は様々な憶測を呼んだが、自分を麻薬の罪に陥れたと疑ったジェノヴェーゼに暗殺されたと広く信じられている。死後、彼の持っていた利権はトーマス・エボリが引き継いだ。
1964年、部下プロベンツァーノやボナンノ一家のジョー・ジカレッリなどの下で殺人を請け負っていたユダヤ系殺し屋ハロルド・”カヨ”・コニグスバーグがマフィアに裏切られて政府証言者に転じた。ストロッロを含む複数の遺体が、かつて密造ビール工場があったニュージャージーのレイクウッド北部の養鶏農場に埋まっていると証言し、FBIが捜索していくつかの遺体を発見したが、ストロッロの遺体は見つからなかった。

## エピソード
- 1932年再婚相手とのハネムーンにバミューダ諸島を選んだ[3]。
- 1950年代後半、FBIや脱税を疑う国税局の厳しい監視下に置かれ、ストロッロの行く先々にGメンが現れた。たまりかねてFBIのニューヨーク事務所を訪れ、「グリニッジヴィレッジでは誰からも好かれ、良い人間で通っている」と、尾行や偵察を止めるよう迫った。FBIはストロッロのことは何も知らないし興味もないと白々しく答えた[14]。
- 失踪は、麻薬での収監を免れるための偽装で実はフロリダで生きながらえたという説[15]がある。